# Último deseo
Último deseo (también conocida como "Planeta Ciego" o por su título anglosajón "The People who own the Dark") es una película española de terror y ciencia ficción estrenada en 1976, dirigida por León Klimovsky y protagonizada en los papeles principales por Nadiuska y Alberto de Mendoza, entre otros.

## Sinopsis
Un grupo de hombres prominentes (científicos militares, negociantes, diplomáticos, médicos de prestigio), alojados en un lujosa mansión de la villa de Vilemore para pasar un fin de semana de orgías con prostitutas de lujo, son testigos de cómo una explosión nuclear deja ciegos a todos los humanos que se encuentran en el exterior. El destino hará que los hombres y mujeres de la mansión se conviertan en el objetivo de la rabia de estos personajes invidentes y enloquecidos, que acaban actuando como zombis sitiando el lugar. No faltan además los conflictos entre los ocupantes de la mansión, en cuyo microcosmos opresivo comenzará a haber recelos y se adoptará un juego de supervivencia basado en la ley del más fuerte.

## Reparto
- Nadiuska como Clara
- Alberto de Mendoza como Profesor Fulton
- Teresa Gimpera como Berta
- Emiliano Redondo como Dr. Messier
- Julia Saly como Marion
- Tomás Picó como Víctor
- Diana Polakov como Tania
- Antonio Mayans como Vasily
- Leona Devine como Luna
- Ricardo Palacios como Dr. Robertson
- Carmen Platero como Criada joven
- Estela Delgado
- Barta Barri como Embajador ruso
- Gumersindo Andrés
- Gonzalo Tejada
- Adolfo Thous
- Maria Perschy como Lily
- Paul Naschy como Borne